# Impact Wrestling Turning Point
Pour les articles homonymes, voir Turning Point.

Logo de Turning Point

Turning Point est un pay-per-view de catch organisé par la Total Nonstop Action Wrestling chaque année en décembre.

## Événement
| #  | Événement            | Date             | Ville                  | Arène               | Main Event                                                                                             | Temps |
| -- | -------------------- | ---------------- | ---------------------- | ------------------- | --- | ----- |
| 1  | Turning Point (2004) | 5 décembre 2004  | Orlando, Floride       | TNA Impact! Zone    | America's Most Wanted (Chris Harris et James Storm) vs. Triple X (Christopher Daniels et Elix Skipper) | 21:01 |
| 2  | Turning Point (2005) | 11 décembre 2005 | Orlando, Floride       | TNA Impact! Zone    | Jeff Jarrett (c) vs. Rhino pour le NWA World Heavyweight Championship                                  | 17:30 |
| 3  | Turning Point (2006) | 10 décembre 2006 | Orlando, Floride       | TNA Impact! Zone    | Kurt Angle vs. Samoa Joe                                                                               | 19:17 |
| 4  | Turning Point (2007) | 2 décembre 2007  | Orlando, Floride       | TNA Impact! Zone    | Eric Young, Kevin Nash et Samoa Joe vs. The Angle Alliance (AJ Styles, Kurt Angle et Tomko)            | 9:31  |
| 5  | Turning Point (2008) | 9 novembre 2008  | Orlando, Floride       | TNA Impact! Zone    | Sting (c) vs. AJ Styles pour le TNA World Heavyweight Championship                                     | 15:00 |
| 6  | Turning Point (2009) | 15 novembre 2009 | Orlando, Floride       | TNA Impact! Zone    | AJ Styles (c) vs. Daniels vs. Samoa Joe pour le TNA World Heavyweight Championship                     | 21:50 |
| 7  | Turning Point (2010) | 7 novembre 2010  | Orlando, Floride       | TNA Impact! Zone    | Jeff Hardy (c) vs. Matt Morgan pour le TNA World Heavyweight Championship                              | 13:06 |
| 8  | Turning Point (2011) | 13 novembre 2011 | Orlando, Floride       | TNA Impact! Zone    | Bobby Roode (c) vs. AJ Styles pour le TNA World Heavyweight Championship                               | 19:33 |
| 9  | Turning Point (2012) | 11 novembre 2012 | Orlando, Floride       | TNA Impact! Zone    | Jeff Hardy (c) vs. Austin Aries pour le TNA World Heavyweight Championship                             | 21:01 |
| 10 | Turning Point (2013) | 21 novembre 2013 | Orlando, Floride       | TNA Impact! Zone    | Bully Ray vs. Mr. Anderson dans un No Disqualification match                                           | 13:05 |
| 11 | Turning Point (2015) | 19 août 2015     | Orlando, Floride       | TNA Impact! Zone    | Ethan Carter III (c) vs. PJ Black pour le TNA World Heavyweight Championship                           | 8:25  |
| 12 | Turning Point (2016) | 12 août 2016     | Orlando, Floride       | TNA Impact! Zone    | Ethan Carter III vs. Drew Galloway                                                                     | 14:40 |
| 13 | Turning Point (2019) | 9 novembre 2019  | Hazleton, Pennsylvanie | Holy Family Academy | Sami Callihan (c) vs. Brian Cage pour le Impact World Championship                                     | 14:31 |
| 14 | Turning Point (2020) | 14 novembre 2020 | Nashville, Tennessee   | Skyway Studios      | Rich Swann (c) vs. Sami Callihan pour le Impact World Championship                                     | 21:10 |
| 15 | Turning Point (2021) | 20 novembre 2021 | Las Vegas, Nevada      | Sam's Town          | Moose (c) vs. Eddie Edwards pour le Impact World Championship                                          |       |

## Historique

### 2004
Turning Point 2004 s'est déroulé le 5 décembre 2004 au Universal Orlando Resort à Orlando en Floride. 
- Dark match : The Naturals (Andy Douglas et Chase Stevens) def. Mikey Batts et Jerrelle Clark (4:21)
  - Stevens a effectué le tombé sur Batts après un Natural Disaster.
- Team Canada (Eric Young et Bobby Roode) avec Coach D'Amore def. 3Live Kru (B.G. James et Ron Killings) avec Konnan pour remporter le NWA World Tag Team Championship (8:30)
  - Roode a effectué le tombé sur James après une interference de Johnny Devine.
- Sonny Siaki, Héctor Garza et Sonjay Dutt def. Kid Kash, Michael Shane et Kazarian avec Traci Brooks (11:01)
  - Garza a effectué le tombé sur Kazarian après un corkscrew moonsault.
- Monty Brown def. Abyss dans un Serengeti Survival match (12:17)
  - Brown a effectué le tombé sur Abyss après un Alabama Slam sur des punaises.
- Pat Kenney et Johnny B. Badd def. The New York Connection (Johnny Swinger et Glenn Gilberti) avec Trinity dans un match arbitré par Jacqueline (7:50)
  - Badd a effectué le tombé sur Gilberti après un TKO.
- Diamond Dallas Page def. Raven (12:03)
  - Page a effectué le tombé sur Raven après un Diamond Cutter.
- Petey Williams avec Coach D'Amore def. Chris Sabin pour conserver le TNA X Division Championship (18:11)
  - Williams a effectué le tombé sur Sabin après l'avoir frappé avec un poing américain.
- Jeff Hardy, A.J. Styles et Randy Savage def. The Kings of Wrestling (Jeff Jarrett, Kevin Nash et Scott Hall) (17:52)
  - Savage a effectué le tombé sur Jarrett grâce à un sitout pin.
- America's Most Wanted (Chris Harris et James Storm) def. Triple X (Christopher Daniels et Elix Skipper) dans un Six Sides of Steel match (21:01)
  - Storm a effectué le tombé sur Skipper après une Powerplex.
  - Conformement à la règle du match, Triple X a été obligé de se dissoudre.

### 2005
Turning Point 2005 s'est déroulé le 11 décembre 2005 au Universal Orlando Resort à Orlando en Floride.
- Dark match : Lance Hoyt et The Naturals (Andy Douglas et Chase Stevens) def. Buck Quartermain, Jon Bolen et Joe Doering (7:11)
  - Hoyt a effectué le tombé sur Bolen après un Blackout.
- Sabu def. Abyss (avec James Mitchell) dans un Barbed Wire Massacre (10:59)
  - Sabu a effectué le tombé sur Abyss après un Arabian Facebuster sur Abyss qui était placé entre deux tables équipés de barbelés.
- Austin Aries et Matt Bentley (avec Traci) def. Alex Shelley et Roderick Strong (8:04)
  - Bentley a effectué le tombé sur Strong après un Superkick.
- Raven def. Chris K (5:45)
  - Raven a effectué le tombé sur K après un Raven Effect DDT.
- Team Canada (Petey Williams, Eric Young, Bobby Roode et A-1) (avec Coach D'Amore) def. 4Live Kru (B.G. James, Konnan, Ron Killings et Kip James) (7:18)
  - Roode a effectué le tombé sur Kip après que Konnan l'a frappé avec une chaise.
  - Après le match, Konnan a également frappé B.G. avec une chaise.
- Chris Sabin, Sonjay Dutt et Dale Torborg (avec A.J. Pierzynski) def. The Diamonds in the Rough (Simon Diamond, David Young et Elix Skipper) (7:57)
  - Sabin a effectué le tombé sur Diamond après un Cradle Shock suvi d'un Hindu Press de Dutt.
  - Après le match, Johnny Damon a donné une plaque à Pierzynski pour s'en servir contre Diamond.
  - Bobby Heenan était à la table des commentateurs pour ce match.
- Christian Cage def. Monty Brown (12:32)
  - Cage a effectué le tombé sur Brown après un Unprettier pour devenir le challenger numéro 1 au NWA World Heavyweight Championship.
- Team 3D (Brother Ray et Brother Devon) def. America's Most Wanted (Chris Harris et James Storm) dans un Tables match (9:40)
  - Team 3D a éliminé Storm avec un Death Sentence et Harris avec un 3D.
- Samoa Joe def. A.J. Styles pour remporter le TNA X Division Championship (18:58)
  - Joe a fait abandonner Styles avec la Coquina Clutch.
  - Après le match, Joe continua d'attaquer Styles jusqu'à l'arrivée de Christopher Daniels.
- Jeff Jarrett def. Rhino pour conserver le NWA World Heavyweight Championship (17:30)
  - Jarrett a effectué le tombé sur Rhino après un Stroke sur plusieurs chaises.

### 2006
Turning Point 2006 s'est déroulé le 10 décembre 2006 au Universal Orlando Resort à Orlando en Floride. 
- Dark match : Lance Hoyt et Ron Killings def. Serotonin (Maverick Matt, Kazarian et Johnny Devine) avec Raven (4:37)
  - Killings a effectué le tombé sur Kazarian après un Axe Kick.
- Paparazzi Championship Series - Elimination match: Senshi def. Alex Shelley, Sonjay Dutt, Austin Starr et Jay Lethal (14:38)
  - Dutt a fait abandonner Shelley avec une camel clutch (7:52)
  - Senshi a effectué le tombé sur Lethal après un Warrior's Way (8:50)
  - Starr a effectué le tombé sur Dutt après un 450° splash (13:12)
  - Senshi a effectué le tombé sur Starr grâce à un roll-up (14:38)
  - En tant que vainqueur du match, Senshi a reçu 5 points dans le cadre des Paparazzi Series. Starr a reçu 4 points, Dutt 3 points, Lethal 2 points, et Shelley 1 point.
- Eric Young def. Ms. Brooks (avec Robert Roode) dans un Bikini Contest
- Christopher Daniels def. Chris Sabin dans un match arbitré par Jerry Lynn pour conserver le TNA X Division Championship (12:27)
  - Daniels a effectué le tombé sur Sabin après un Best Moonsault Ever.
- A.J. Styles def. Rhino (7:31)
  - Styles a effectué le tombé sur Rhino grâce à un roll-up après avoir simulé une blessure au genou.
- The Latin American Exchange (Homicide et Hernandez) avec Konnan def. America's Most Wanted (Chris Harris et James Storm) avec Gail Kim dans un Flag match (10:42)
  - LAX a remporté le match en plaçant le drapeau mexicain au coin du ring, pour faire ainsi résonner l'hymne mexicain dans la salle.
- Abyss (avec James Mitchell) def. Sting et Christian Cage (avec Tomko) dans un Triple Threat match pour conserver le NWA World Heavyweight Championship (11:55)
  - Abyss a effectué le tombé sur Sting après un Black Hole Slam.
- Samoa Joe def. Kurt Angle (19:17)
  - Joe a fait abandonner Angle avec la Coquina Clutch.

### 2007
Turning Point 2007 s'est déroulé le 2 décembre 2007 à l'iMPACT! Zone de Orlando en Floride.
- Tables Match : Team 3D (Brother Ray et Brother Devon)/Johnny Devine déf Alex Shelley/Chris Sabin/Jay Lethal (14:59)
  - Jay Lethal porte son Diving elbow drop sur Johnny Devine à travers une table mais l'arbitre assommé ne peut le voir.
  - Team 3D (Brother Ray et Brother Devon) en profite pour assommer leurs adversaires et placer Devine sur Lethal pour que l'arbitre croit que celui-ci a passé Lethal à travers la table

- Angelina Love/Velvet Sky déf ODB/Roxxi Laveaux (6:02)

- Eric Young déf James Storm (12:21)

- Feast Or Fired (11:55)
  - BG James, Scott Steiner, Senshi et Petey Williams réussissent à mettre la main sur les 4 valises
    - Les valises contiennent 1 match de championnat TNA, 1 match de championnat XDivision, 1match de championnat par équipe et une rupture de contrat.

- TNA Womens Title : Gail Kim déf Awesome Kong par disqualification pour conserver son titre (8:23)

- 10 000 Tacks : Abyss/Raven déf Black Reign/Rellik (14:41)
  - Raven remplace Rhyno blessé au cou

- Booker T/Kaz déf Christian Cage/Robert Roode (15:50)

- Kevin Nash/Scott Hall/Samoa Joe def Kurt Angle/AJ Styles/Tyson Tomko (9:31)

Scott Hall ne s'est pas présenté au show

## Sources et références
1. ↑  « TNA Turning Point 2007 », TNAWrestling.com (consulté le 16 septembre 7)